# K League 2003
Die K League 2003 war die einundzwanzigste Spielzeit der höchsten südkoreanischen Fußballliga. Die Liga bestand aus zwölf Vereinen. Gwangju Sangmu Bulsajo und Daegu FC traten in die K League neu ein. Sie spielten jeweils viermal gegeneinander.

## Teilnehmende Mannschaften
folgende Mannschaften nahmen an der K-League 2003 teil:
| Verein                  | Ort       | Gründungsjahr | Heimspielstätte            | Vorjahresplatzierung |
| ----------------------- | --------- | ------------- | -------------------------- | -------------------- |
| Bucheon SK              | Bucheon   | 1982          | Bucheon-Stadion            | 8. Platz             |
| Anyang LG Cheetahs      | Anyang    | 1983          | Anyang-Stadion             | 4. Platz             |
| Seongnam Ihlwa Chunma   | Seongnam  | 1989          | Seongnam-Stadion           | Meister              |
| Pohang Steelers         | Pohang    | 1973          | Steel-Yard-Stadion         | 6. Platz             |
| Busan I'Cons            | Busan     | 1979          | Busan-Asia-Main-Stadion    | 9. Platz             |
| Ulsan Hyundai Horang-i  | Ulsan     | 1983          | Ulsan-Munsu-Fußballstadion | Vizemeister          |
| Jeonbuk Hyundai Motors  | Jeonju    | 1995          | Jeonju-World-Cup-Stadion   | 7. Platz             |
| Chunnam Dragons         | Gwangyang | 1995          | Gwangyang-Fußballstadion   | 5. Platz             |
| Suwon Samsung Bluewings | Suwon     | 1996          | Suwon-World-Cup-Stadion    | 3. Platz             |
| Daejeon Citizen         | Daejeon   | 1997          | Daejeon-World-Cup-Stadion  | 10. Platz            |
| Daegu FC                | Daegu     | 2003          | Daegu-Stadion              | Neu                  |
| Gwangju Sangmu FC       | Gwangju   | 2003          | Gwangju-World-Cup-Stadion  | Neu                  |

## Abschlusstabelle
| Pl. | Verein                    | Sp. | S  | U  | N  | Tore    | Diff. | Punkte |
| --- | ------------------------- | --- | -- | -- | -- | ------- | ----- | ------ |
| 1.  | Seongnam Ilhwa Chunma (M) | 44  | 27 | 10 | 7  | 085:500 | +35   | 91     |
| 2.  | Ulsan Hyundai Horangi     | 44  | 20 | 13 | 11 | 063:440 | +19   | 73     |
| 3.  | Suwon Samsung Bluewings   | 44  | 19 | 15 | 10 | 059:460 | +13   | 72     |
| 4.  | Chunnam Dragons           | 44  | 17 | 20 | 7  | 065:480 | +17   | 71     |
| 5.  | Jeonbuk Hyundai Motors    | 44  | 18 | 15 | 11 | 072:580 | +14   | 69     |
| 6.  | Daejeon Citizen           | 44  | 18 | 11 | 15 | 050:510 | −1    | 65     |
| 7.  | Pohang Steelers           | 44  | 17 | 13 | 14 | 053:460 | +7    | 64     |
| 8.  | Anyang LG Cheetahs        | 44  | 14 | 14 | 16 | 069:680 | +1    | 56     |
| 9.  | Busan I'Cons              | 44  | 13 | 10 | 21 | 041:710 | −30   | 49     |
| 10. | Gwangju Sangmu Bulsajo    | 44  | 13 | 7  | 24 | 041:600 | −19   | 46     |
| 11. | Daegu FC                  | 44  | 7  | 16 | 21 | 038:600 | −22   | 37     |
| 12. | Bucheon SK                | 44  | 3  | 12 | 29 | 039:730 | −34   | 21     |

| (M) | Amtierender Meister: Seongnam Ilhwa Chunma |